# Municipio de Walnut (condado de Barton)
El municipio de Walnut (en inglés: Walnut Township) es un municipio ubicado en el condado de Barton en el estado estadounidense de Kansas. En el año 2010 tenía una población de 403 habitantes y una densidad poblacional de 4,31 personas por km².

## Geografía
El municipio de Walnut se encuentra ubicado en las coordenadas 38°28′42″N 98°58′40″O / 38.47833, -98.97778. Según la Oficina del Censo de los Estados Unidos, el municipio tiene una superficie total de 93.48 km², de la cual 93,48 km² corresponden a tierra firme y (0 %) 0 km² es agua.

## Demografía
Según el censo de 2010, había 403 personas residiendo en el municipio de Walnut. La densidad de población era de 4,31 hab./km². De los 403 habitantes, el municipio de Walnut estaba compuesto por el 98,01 % blancos, el 0,25 % eran amerindios, el 0,99 % eran de otras razas y el 0,74 % eran de una mezcla de razas. Del total de la población el 2,48 % eran hispanos o latinos de cualquier raza.